# Renaissance bulgare précoce

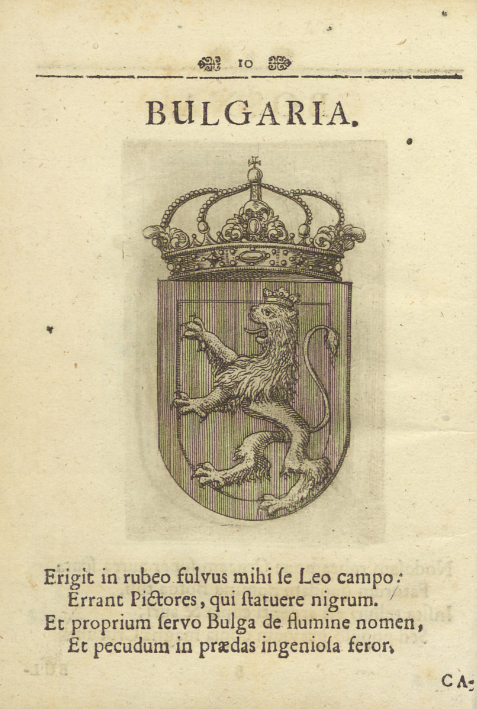
Les armoiries de la Bulgarie en 1701.

La Renaissance bulgare précoce (1703 — 1829) fut la période de renouveau culturel des Bulgares, par opposition à la période politique. Pour cette raison, il est différencié comme indépendant, bien qu'il fasse partie de l'ensemble du processus historique de la renaissance bulgare. Sémantiquement, il peut également être appelé Éveil bulgare.
Même après la libération de la Bulgarie avec le début académique de l'historiographie bulgare, des conflits ont commencé sur le début du processus historique marqué comme le renouveau bulgare. Ce n'est qu'à la fin du XXe siècle qu'il a été généralement admis que le début a été marqué par le Traité de Karlowitz et l'imposition ultérieure de Cheikh al-Islam Feizula Effendi au Köprülü Hüseyin Pacha en politique intérieure. L'historiographie bulgare doit la différenciation de la période à deux éminents historiens bulgares – Khristo Gandev et Nikolaï Genchev,.